# 2008 في السويد
فيما يلي قوائم الأحداث التي وقعت خلال عام 2008 في السويد.

## ظهور
- 1 يناير – سويدش هاوس مافيا

## أفلام
من الأفلام التي صدرت هذه السنة في السويد:
- 24 أكتوبر – دع الشخص الصحيح يدخل من إخراج توماس ألفريدسون.[1]

## وفيات

### يناير
- 4 يناير – ستيج كلايسون (مواليد 1928)[2]

### مايو
- 28 مايو – سفين دافيدسون (مواليد 1928) لاعب كرة مضرب سويدي.[3]

### يونيو
- 4 يونيو – بينجت ويستيرلوند (مواليد 1921) عالم فلك سويدي.[4]
- 11 يونيو – أوفه أندرسون (مواليد 1938)[5]

### سبتمبر
- 17 سبتمبر – إنغا فيشر يالمارز (مواليد 1918) عالمة سويدية في كيمياء الكم وفيزياء الكم.

### نوفمبر
- 4 نوفمبر – لينارت برقلين (مواليد 1925) لاعب كرة مضرب سويدي.[6]